# Джеймс Съмнър
Джеймс Батчелер Съмнър (на английски: James Batcheller Sumner) е американски химик, който открива кристализирането на ензимите, за което през 1946 г. получава Нобелова награда за химия заедно с Уендъл Стенли и Джон Хауърд Нортроп. Той е и първият учен, доказал, че ензимите са протеини.

## Биография
Съмнър е роден през 1887 г. в Кентон, Масачузетс. Докато е на лов на 17-годишна възраст, Съмнър по погрешка е прострелян от другар, в резултат на което лявата му ръка се налага да бъде ампутирана до лакътя. До инцидента той е левичар, поради което му се налага да се научи да работи с дясната ръка.
Съмнър завършва Харвардския университет с бакалавърска степен през 1910 г., където се запознава с видните химици Роджър Адамс, Фарингтън Даниълс, Джеймс Брайънт Конант и други. След като за кратко работи във фабриката за памучно плетене на чичо си, той приема учителско място в университета Маунт Алисън в Саквил, Ню Брънсуик, Канада. През 1912 г. той започва да учи биохимия в Харвардското медицинско училище, а през 1914 г. получава докторска степен. След това работи като асистент по биохимия в медицинското училище към университета „Корнел“ в Итака, Ню Йорк.
През 1915 г. Съмнър се жени за Сид Рикетс, с която се запознава в медицинското училище към „Корнел“. Двамата имат 4 деца. Двамата се развеждат през 1930 г. След това тя става писателка, ала през 1970 г., на 80-годишна възраст, е пребита до смърт от внука си Джон Р. Кътлър.
През 1931 г. Съмнър се жени за Анес Лундквист, но през 1943 г. отново се развежда. През същата година обаче се жени за трети път, за Мери Бейер, от която има две деца.
Съмнър умира от рак на 67-годишна възраст в Бъфало, Ню Йорк, на 12 август 1955 г.

## Научна дейност
През 1917 г., докато е в „Корнел“, Съмнър започва да проучва начините за изолиране на ензими в чиста форма – нещо, което дотогава не е осъществявано. Ензимът, върху който работи, е уреаза, която той изолира от бобовото растение Canavalia ensiformis. Работата на Съмнър е неуспешна в продължение на много години и колегите му започват да се съмняват, започвайки да вярват, че начинанието му се опитва да направи невъзможното. Въпреки това, през 1926 г. той демонстрира, че уреазата може да се изолира и кристализира. Той постига това като смесва прочистена уреаза с ацетон и след това охлажда разтвора. Охладеният разтвор образува кристали уреаза. Той също успява да покаже чрез химически тестове, че чистата му уреаза е протеин. Това представлява първото експериментално доказателство, че ензимът е протеин, което е противоречив въпрос по това време.
Успешните му изследвания му печелят пълноправно професорско място в „Корнел“ през 1929 г. През 1937 г. той успява да изолира и кристализира втори ензим – каталаза. По това време Джон Хауърд Нортроп от Рокфелеровия университет вече е получил други кристализирани ензими по сходен начин, започвайки с пепсин през 1929 г. Става ясно, че Съмнър е намерил общ метод за кристализация на ензимите, както и че всички ензими са протеини.
През 1947 г. Съмнър става ръководител на лабораторията по ензимна химия в „Корнел“. Избран е за член на Националната академия на науките на САЩ през 1948 г., а през 1949 г. е избран за член на Американската академия на изкуствата и науките.